# Fieseler Fi 156

Fiesler 156 Storch

De Fieseler Fi 156 Storch (Storch betekent Ooievaar) is een Duits verbindings- en verkenningsvliegtuig gebouwd door Fieseler. Deze hoogdekker vloog voor het eerst in het jaar 1936. De Storch is in licentie gebouwd bij Morane-Saulnier, ICAR en Beneš & Mráz (na de Tweede Wereldoorlog Mráz). In totaal zijn rond de 2900 Storchs gebouwd.

## Bijzondere karakteristieken
De minimumsnelheid van de Fieseler Fi 156 is 50 km/u en het toestel heeft genoeg aan een korte start- en landingsbaan. Met voldoende tegenwind is een startbaan van 50 meter toereikend en bij het landen een landingsbaan van 20 meter. De Fieseler Fi 156 wordt daarom ook wel een STOL-vliegtuig genoemd. Om die eigenschap is het toestel gebruikt bij de ontsnapping van Benito Mussolini die in 1943 in een hotel op de Gran Sasso gevangen werd gehouden.

## Versies
- Fi 156V-1: De V-1 was het eerste prototype van de Storch.
- Fi 156V-2
- Fi 156V-3
- Fi 156V-4: Prototype uitgerust met ski’s.
- Fi 156V-5
- Fi 156A-0: De A-0 is de eerste serie Storchs, er zijn tien stuks van dit type gebouwd.
- Fi 156A-1: Eerste hoofdproductieversie.
- Fi 156B
- Fi 156C-0
- Fi 156C-1
- Fi 156C-2
- Fi 156C-3
- Fi 156C-3/Trop
- Fi 156C-5
- Fi 156D-0
- Fi 156D-1
- Fi 156E
- Fi 256: De Fi 256 is een civiel toestel voor het vervoer tot vijf personen, slechts twee stuks van dit type zijn gebouwd in Frankrijk.

### Licentie versies
- Beneš-Mráz C-7
- Beneš-Mráz D-2
- Mráz K-65 Čáp: Versie die na de Tweede Wereldoorlog is gebouwd in Tsjechoslowakije door Mráz.
- Morane Saulnier M.S. 500 Criquet

## Afbeeldingen

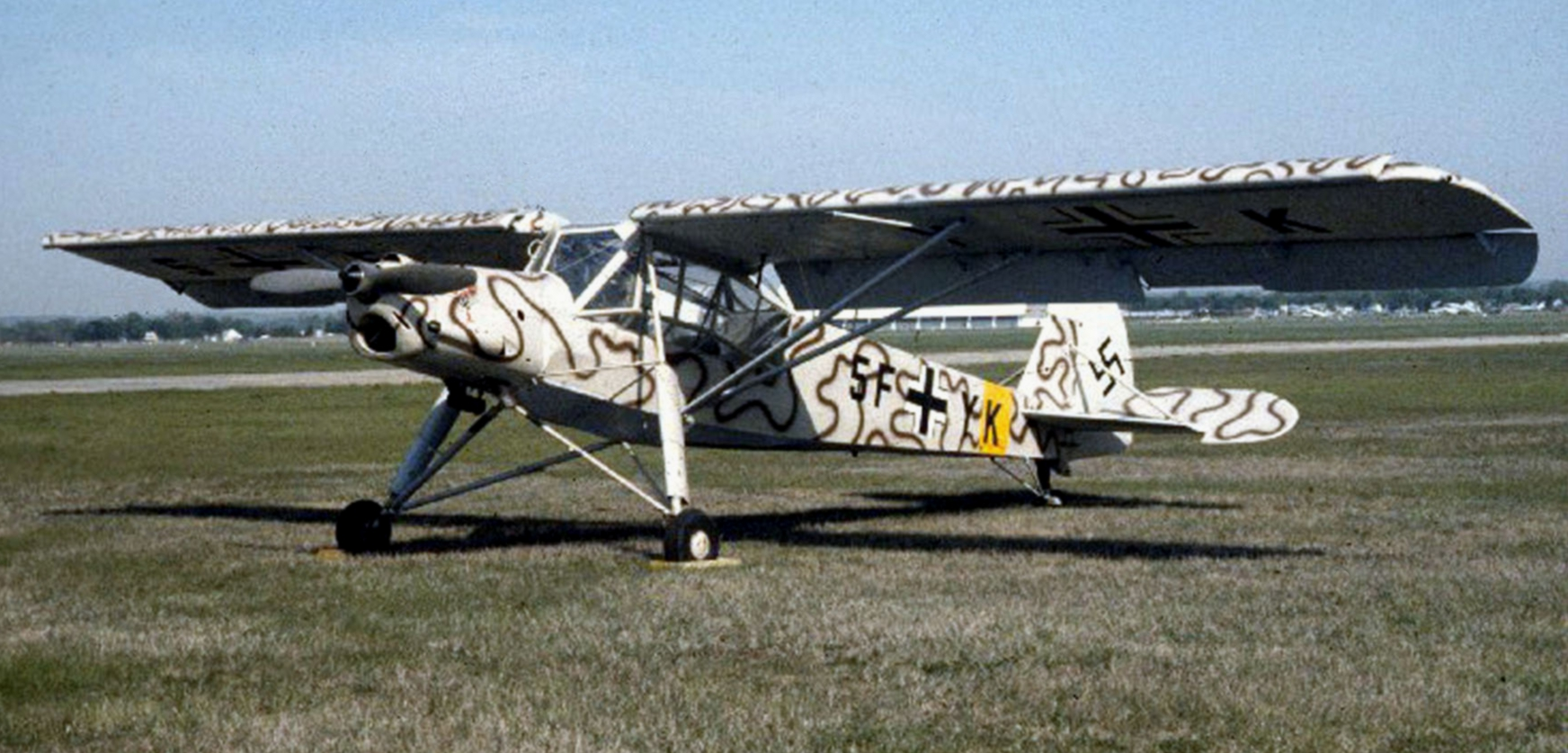
Fieseler Fi 156 van de Luftwaffe.
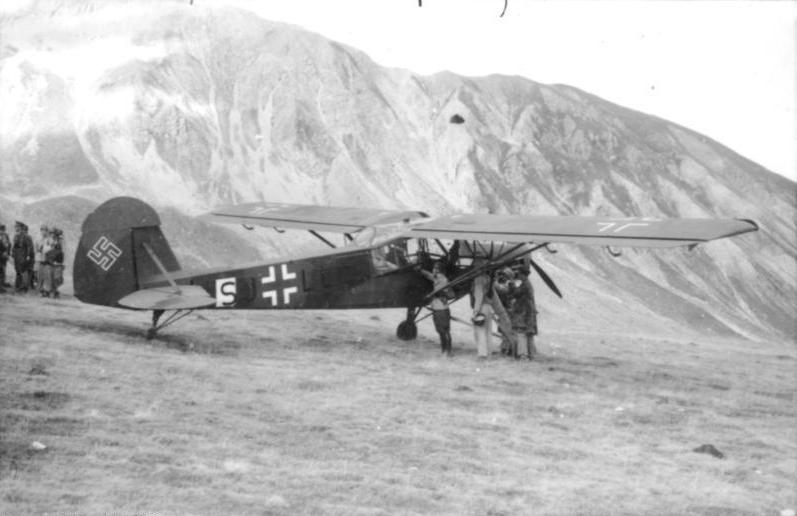
Gran Sasso 12 september 1943: Benito Mussolini wordt bevrijd door Duitse parachutisten.
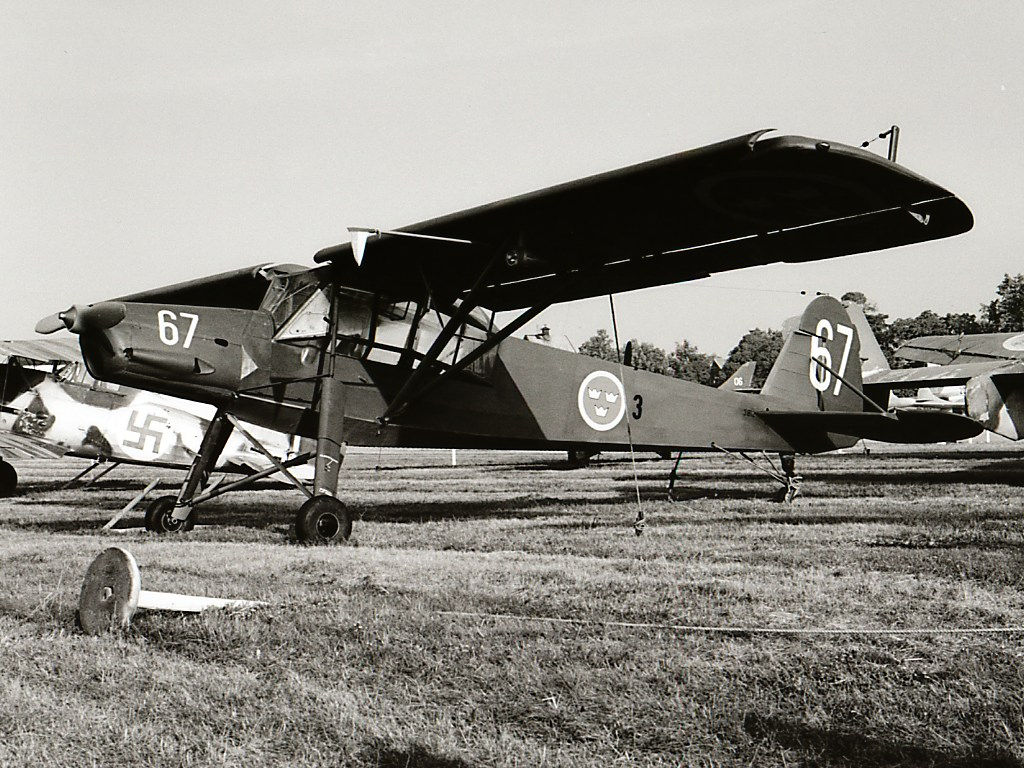
Fieseler Fi 156 van de Zweedse luchtmacht.
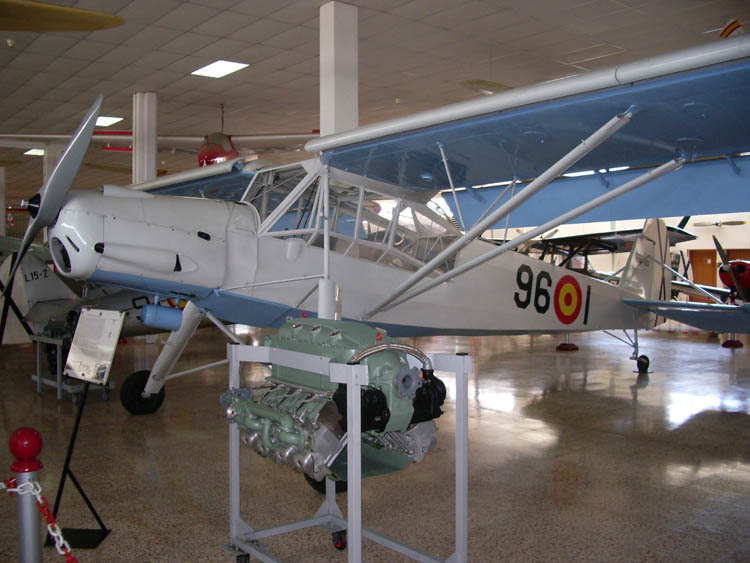
Fieseler Fi 156 Storch van de Spaanse luchtmacht in het Museo del Aire in Madrid.
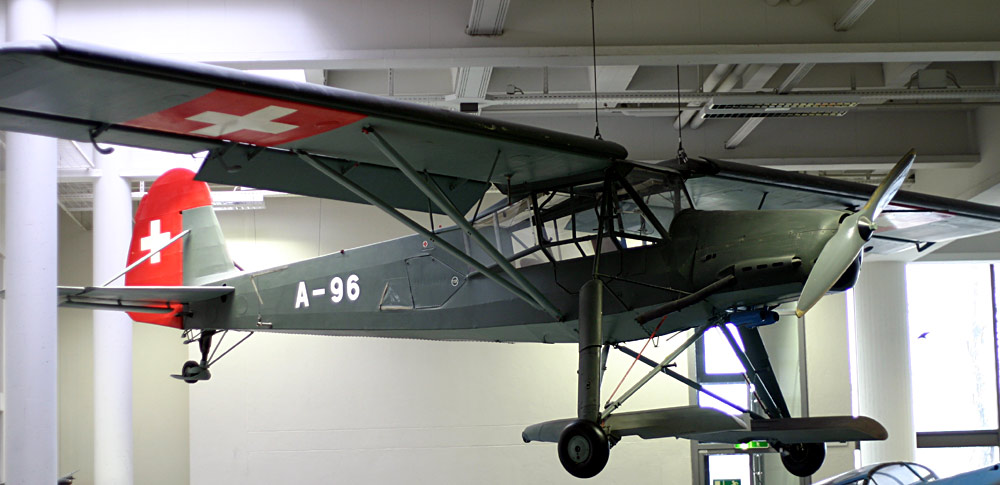
Fieseler Fi 156 van de Zwitserse luchtmacht.
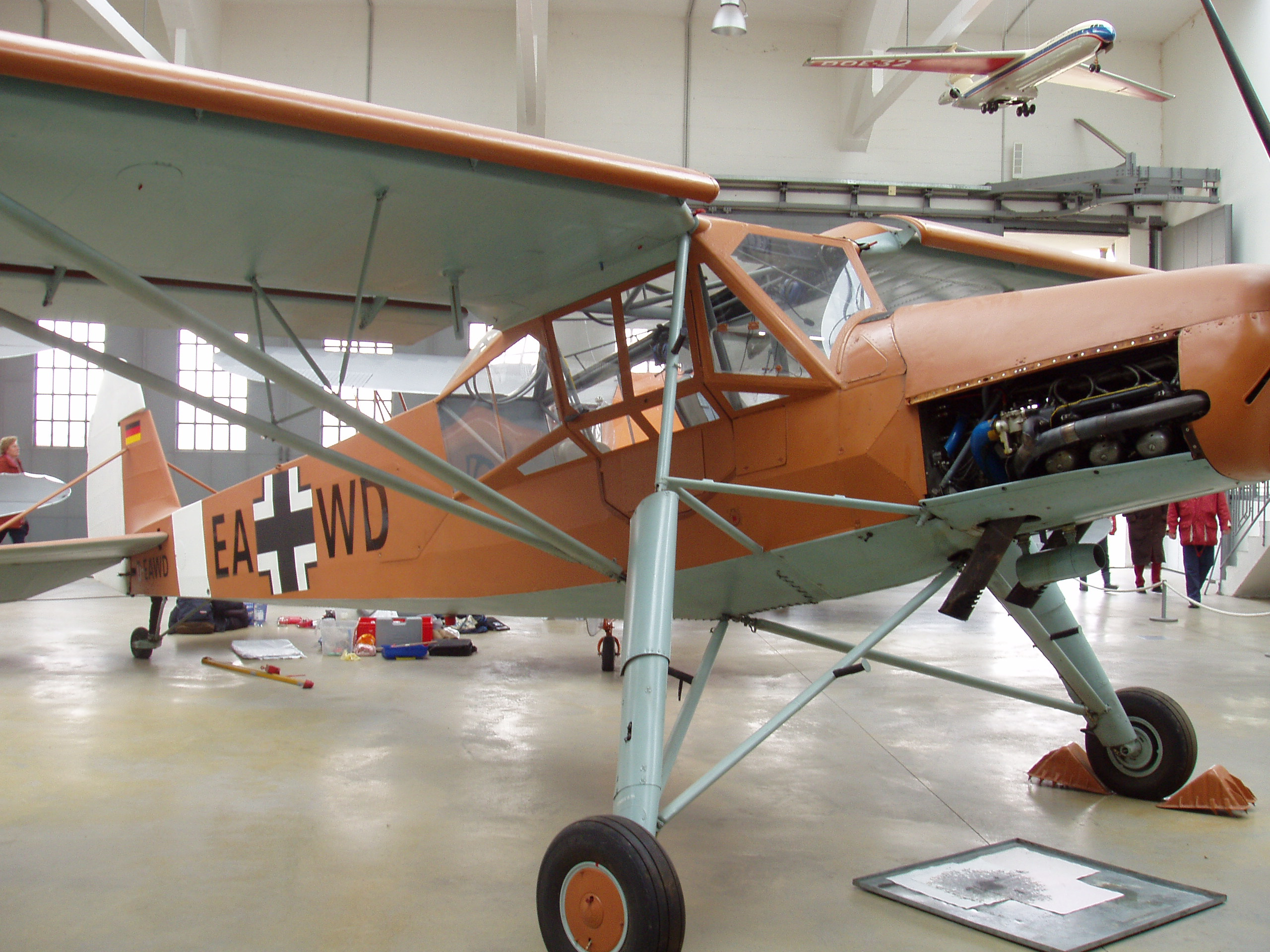
Fieseler Fi 156 in museum Flugwerft Schleißheim.

## Gebruikers
- Bulgarije
- Cambodja – Na de Tweede Wereldoorlog
- Duitsland
- Finland
- Frankrijk – Na de Tweede Wereldoorlog
- Griekenland
- Hongarije
- Italië
- Joegoslavië
- Kroatië
- Laos – Na de Tweede Wereldoorlog
- Noorwegen – Na de Tweede Wereldoorlog
- Polen – Na de Tweede Wereldoorlog
- Roemenië
- Slowakije
- Sovjet-Unie
- Spanje
- Verenigd Koninkrijk
- Tsjechoslowakije – Na de Tweede Wereldoorlog
- Zuid-Vietnam – Na de Tweede Wereldoorlog
- Zweden
- Zwitserland